# Hexatoma (Eriocera) patens
Hexatoma (Eriocera) patens is een tweevleugelige uit de familie steltmuggen (Limoniidae). De soort komt voor in het Neotropisch gebied.